# Tapinellaceae
Tapinellaceae es una familia de hongos basidiomiceto del orden Boletales. Contiene 3 géneros.